# Escritura kitán pequeña
La escritura kitán pequeña (en chino tradicional, 契丹小字; pinyin, qìdān xiǎozì) fue uno de los dos sistemas de escritura utilizados para la extinta lengua kitán. Este sistema fue utilizado durante los siglos X-XII por el pueblo kitán, que había creado el Imperio Liao en el actual noreste de China y por el pueblo yurchen, que les sucedió con el Imperio Jin. Además de la escritura pequeña, los kitán también utilizaron simultáneamente un sistema de escritura funcionalmente independiente conocido como escritura kitán grande. Ejemplos de las escrituras kitán han aparecido con mayor frecuencia en epitafios y monumentos, aunque a veces aparecen otros tipos de fragmentos.

## Historia
La escritura kitán pequeña fue inventada alrededor del año 924 o 925 d. C. por un erudito llamado Yelü Diela. Se inspiró en "la lengua y la escritura uigur", que le mostró un embajador uigur que estaba de visita en la corte kitán. Por esta razón, originalmente se pensó que la escritura kitán pequeña era una escritura hija del antiguo alfabeto uigur.
Los yurchen continuaron utilizando ambas escrituras kitán durante varias décadas después de la caída de la dinastía Liao en 1125, hasta que fueron reemplazadas del todo por la escritura yurchen en 1191, cuando se suprimieron por orden del emperador Zhangzong de la dinastía Jin.

## Descripción

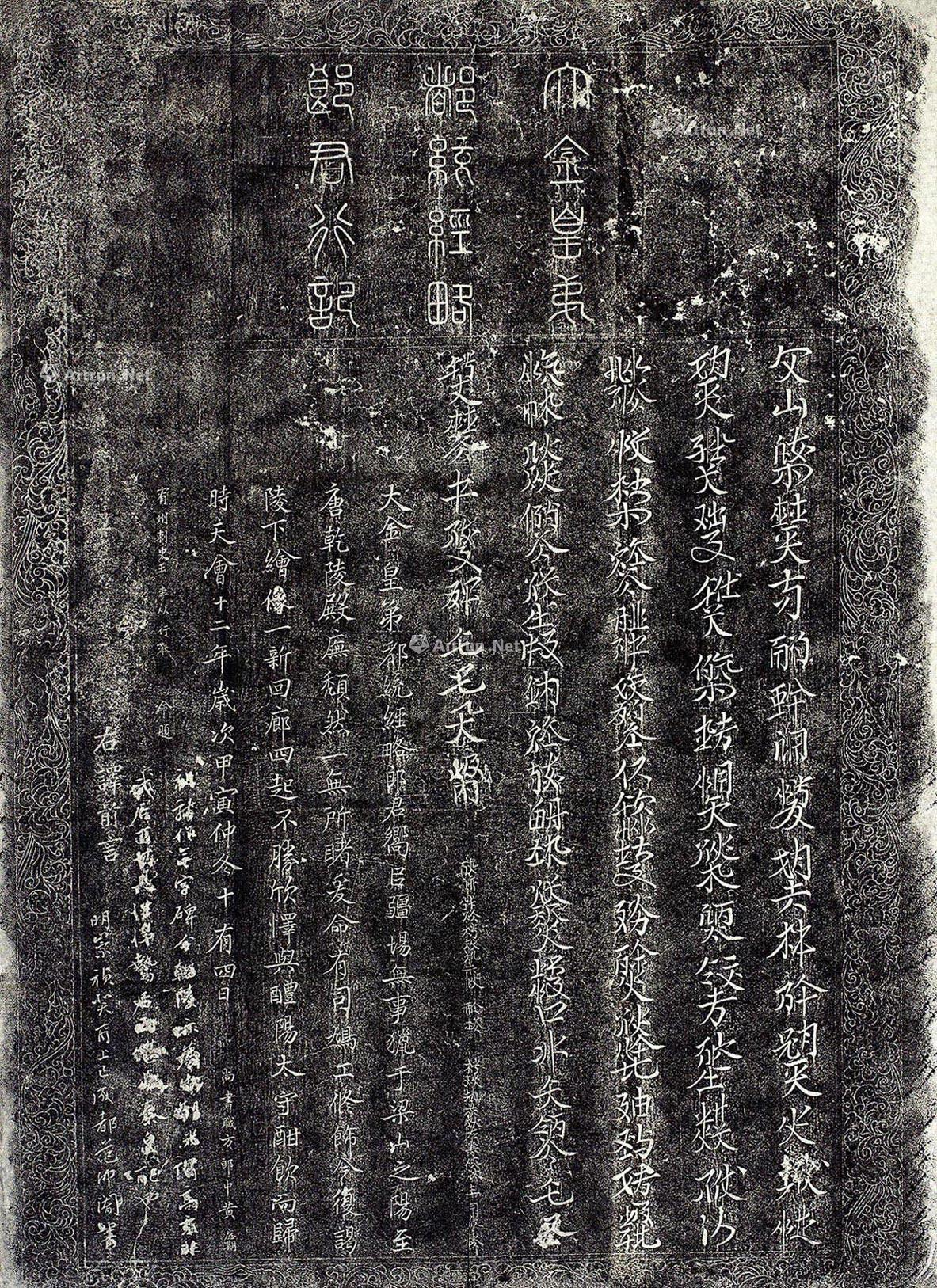
Inscripción en la estela Da Jin huangdi dutong jinglüe langjun xingji (大金皇弟都統經略郎君行記), tanto en escritura kitán pequeña como en chino.

Al utilizar una cantidad menor de símbolos que la escritura grande, la escritura pequeña era menos compleja, pero aun así "capaz de registrar cualquier palabra". Si bien las inscripciones en escritura pequeña también empleaban algunos logogramas, la mayoría de las palabras en escritura pequeña se crearon utilizando un sistema de bloques que recuerda a la escritura hangul posteriormente desarrollada en Corea, lo que significa que una palabra está representada por un grupo (bloque cuadrado) compuesto por varios glifos con significados fonéticos individuales (algo similares a las unidades jamo del hangul). A diferencia del jamo del hangul, un símbolo fonético kitán podría representar no solo una vocal o consonante, sino también un par consonante-vocal o vocal-consonante. Cada bloque podría incorporar de dos a siete caracteres de "elementos fonéticos", escritos en pares dentro del bloque, con la primera mitad del par a la izquierda. Si hubiera un número impar de caracteres en un bloque, el carácter no emparejado estaría centrado debajo del par anterior.
Aunque hay algunas especulaciones, parece que no hay caracteres compartidos entre la escritura pequeña y la grande. Ocasionalmente, los epitafios escritos con escritura pequeña se escribirán utilizando el método de linealidad de la escritura grande. Aunque la escritura pequeña tenía algunas similitudes con la escritura china, los caracteres kitán se utilizaban a menudo para registrar palabras chinas. La aparición de una semejanza entre un carácter de la escritura pequeña y un carácter chino no ayuda en la lectura del kitan. Por ejemplo, el carácter chino para 'montaña' (山) es el mismo que el logograma en escritura kitán pequeña para 'oro' (y por tanto, el nombre de la dinastía Jin).
De los 378 caracteres de escritura pequeña conocidos, 125 son semánticos, 115 son fonéticos y el resto no ha sido descifrado. Por lo general, ha sido posible adivinar el valor fonético de un elemento si se ha utilizado para transcribir un préstamo chino en una inscripción kitán; de lo contrario, dichos valores fonéticos son difíciles de determinar, ya que se sabe muy poco del idioma kitán. La escritura pequeña utiliza una mezcla de logogramas, silabogramas y, como afirman algunas fuentes, algunos fonogramas de un solo sonido. A veces, los sufijos se escribían con silabogramas, al igual que las sílabas individuales a veces se escribían con tres silabogramas (uno para cada sonido inicial, medio y final de la sílaba). A veces, las consonantes iniciales de las sílabas se indican como dentales, labiales, guturales o nasales, etc., según los silabogramas involucrados. Además, a veces se indica que las vocales son labiales o no labiales, o que se pronuncian en la parte delantera o trasera de la boca.
Gran parte de esta información fue presentada en los trabajos del "Grupo de Investigación de Escritura Kitán", dirigido por un erudito mongol, Činggeltei, que en la década de 1980 utilizó monumentos, calendarios y textos chinos similares para descifrar secciones de escritura pequeña. Un objeto particularmente valioso de su estudio fue la inscripción en la estela Da Jin huangdi dtong jinglüe langjun xingji (zh:大金皇弟都统经略郎君行记), que es la única inscripción bilingüe chino-kitán conocida. Producida durante la dinastía Jurchen Jin, irónicamente, en sus inicios (antes del descubrimiento de otras inscripciones kitán en 1922) se pensaba que estaba en escritura yurchen.

## Corpus
No se conservan ejemplos de textos impresos en idioma kitán, y aparte de cinco ejemplos de caracteres de kitán grande con glosas chinas en un libro sobre caligrafía escrito por Tao Zongyi (陶宗儀) a mediados del siglo XIV, no existen glosarios ni diccionarios chinos de kitán.
La principal fuente de textos kitán son las inscripciones monumentales, en su mayoría compuestas de tablillas conmemorativas enterradas en las tumbas de la nobleza kitán. Hay alrededor de 33 monumentos conocidos con inscripciones en escritura kitán pequeña, cuya fecha oscila entre 1053 y 1171.

## Codificación
La escritura kitán pequeña se agregó a la versión 13.0 de Unicode en marzo de 2020. 470 caracteres gráficos se encuentran en el bloque Khitan Small Script, mientras que un único carácter de relleno invisible (  ) se encuentra en el bloque de Símbolos Ideográficos y Puntuación. El relleno se inserta después del primer carácter de un grupo y denota un grupo de caracteres dispuesto con un carácter en la primera línea, a diferencia de los dos habituales.